# Кто такой Гарри Келлерман и почему он говорит обо мне ужасные вещи?
«Кто такой Га́рри Ке́ллерман и почему он говорит обо мне ужасные вещи?» (англ. Who Is Harry Kellerman and Why Is He Saying Those Terrible Things About Me?) — американская трагикомедия 1971 года. Фильм отличается повествованием за кадром в стиле «поток сознания»; являлся лентой с самым длинным названием (62 знака в оригинале) из когда-либо номинировавшихся на «Оскар» до 2021 года, когда таковым стал фильм «Борат 2» (110 знаков в оригинале).

## Сюжет
Джорджи Солоуэй — успешный рок-музыкант, у которого, как он сам считает, в жизни есть всё. Однажды ему приходится заняться поисками человека по имени Гарри Келлерман, который распространяет о нём возмутительные лживые слухи. Однажды ночью, борясь с бессонницей, Джорджи, автор многочисленных песен о любви, начинает анализировать свою жизнь и с ужасом понимает, что она лишена самой этой любви и смысла. Впрочем, на следующий день поиски загадочного Гарри Келлермана продолжаются, становясь навязчивой идеей Джорджи, и он постепенно снова забывает о своих жизненных неурядицах.

## В ролях
- Дастин Хоффман — Джорджи Солоуэй
- Дом Делуиз — Ирвин Марси
- Барбара Харрис — Эллисон Денсмор
- Джек Уорден — доктор Соломон Мозес
- Дэвид Бёрнс — Леон Солоуэй
- Габриэль Делл — Сидни Джилл
- Бетти Уолкер — Марго Солоуэй
- Роуз Грегорио — Глория Солоуэй
- Регина Бафф — Руфи Треш
- Ради Бонд — газетный киоскёр
- Участники группы The Grateful Dead — камео

## Факты
- В 1972 году фильм номинировался на «Оскар» в категории «Лучшая актриса второго плана» (Барбара Харрис), но не выиграл награды[2].
- Съёмки проходили в Нью-Йорке, в том числе в зданиях англ. Lunt-Fontanne Theatre, англ. Cadillac Place и англ. Fillmore East. В последнем на заднем плане были засняты ничего не подозревающие участники группы The Grateful Dead, которые на следующий день (19 сентября 1970) давали здесь свой концерт[3].
- Фильм выпускался на видеокассетах, но не был реализован на DVD, также ни один крупный дистрибьютер не занялся его прокатом.[источник не указан 421 день]